# Roberto Valeiro
Roberto Valeiro, né le 26 septembre 1974 à La Corogne, est un footballeur espagnol. Évoluant au poste de gardien de but, il est international de beach soccer.

## Biographie
Pour la saison 2005-06, Roberto Valeiro joue au USD O Grove. Entre 2005 et 2008, Valeiro évolue au CD Lugo en Segunda División B (D3) et prend part à 41 matchs. À 34 ans, il décide alors d'arrêter le football à 11 mais continue celui de plage avec la sélection espagnole une année supplémentaire.
Jusqu'en juin 2013, Valeiro est entraîneur des gardiens au CD Lugo.

## Palmarès

### En sélection
| Compétitions mondiales                                                                                  | Compétitions continentales |
| --- | --- |
| - Coupe du monde - Finaliste en 2003 et 2004 - BSWW Mundialito - Finaliste en 2004 - 3e en 2001 et 2003 | - Euro Beach Soccer League (3) - Vainqueur en 2001, 2003 et 2006 - Finaliste en 2002 - Euro Beach Soccer Cup (2) - Vainqueur en 2008 et 2009 - Finaliste en 2004 |

### Individuel
Meilleur gardien :
- de la Coupe du monde de beach soccer en 2004 et 2008
- de l'Euro Beach Soccer League en 2001, 2002, 2004 et 2006
- du BSWW Mundialito en 2004
- de l'Euro Beach Soccer Cup en 2008

## Statistiques
| Saison                | Club                  | Championnat           | Championnat | Championnat | Coupe(s) nationale(s) | Coupe(s) nationale(s) | Total | Total |
| Saison                | Club                  | Division              | M.          | B.          | M.                    | B.                    | M.    | B.    |
| 2005-2006             | USD O Grove           | -                     | -           | -           | -                     | -                     | 0     | 0     |
| 2006-2007             | CD Lugo               | 3                     | 24          | 0           | 1                     | 0                     | 25    | 0     |
| 2007-2008             | CD Lugo               | 3                     | 17          | 0           | -                     | -                     | 17    | 0     |
| Total sur la carrière | Total sur la carrière | Total sur la carrière | 41          | 0           | 1                     | 0                     | 42    | 0     |

| Édition | Matchs | Buts concédés | BC/M |
| ------- | ------ | ------------- | ---- |
| 2005    | 3      | 9             | 3    |
| 2006    | 3      | 9             | 3    |
| 2008    | 6      | 14            | 2,33 |
| 2009    | 4      | 17            | 4,25 |
| Total   | 16     | 49            | 3    |